# Бари (језик)
Бари је језик из породице нило-сахарских језика. Њиме се служи око 420.000 становника Јужног Судана и Уганде, који су припадници етничких група Бари, Поџуло, Каква, Куку и Мундари. То га чини четвртим по броју говорника у Јужном Судану. Бари језик се служи латиничним алфабетом.